# Cheshire Bears
Le Cheshire Bears sono la squadra di football americano femminile di Tattenhall, in Inghilterra, fondata nel 2018.

## Dettaglio stagioni

### Tornei nazionali

#### Campionato

##### NWFL Premiership
| Stagione | regular season | regular season | regular season | regular season | regular season | regular season | playoff | playoff | playoff | playoff | playoff | playoff      | playoff                 |
|          | Vin            | Par            | Per            | Tot            | PF             | PS             | Vin     | Per     | Tot     | PF      | PS      | risultato    | avversaria              |
| -------- | -------------- | -------------- | -------------- | -------------- | -------------- | -------------- | ------- | ------- | ------- | ------- | ------- | ------------ | ----------------------- |
| 2022     | 2              | 0              | 6              | 8              | 93             | 186            | 0       | 2       | 2       | 2       | 104     | Quarto posto | Leeds Carnegie Chargers |
| Totale   | 2              | 0              | 6              | 8              | 93             | 186            | 0       | 2       | 2       | 2       | 104     |              |                         |

Fonti: Enciclopedia del Football - A cura di Roberto Mezzetti

### Riepilogo fasi finali disputate
| Anno              | Luogo            | Evento           | Fase del torneo      | Incontro                                 | Risultato |
| 17 settembre 2022 | Upton-by-Chester | NWFL Premiership | Finale 3º - 4º posto | Cheshire Bears - Leeds Carnegie Chargers | 2 - 52    |